# Lago Titus
El lago Titus es un cuerpo de agua superficial ubicado en la extensión de tierra (istmo) que une la isla Riesco con su península Córdova, casi a la salida oeste del estrecho de Magallanes, inmediato al lago La Botella.

## Historia
Luis Risopatrón lo describió en 1924 en su obra Diccionario Jeográfico de Chile:: 883 
Titus (Lago). Es de mediana estensión, ofrece dos islotes al centro i otro allegado a la costa N, esta rodeado de terrenos relativamente planos, cubiertos de musgo i pasto, con poco bosque i se encuentra a unos 40 o 45 m de altitud, en la isla Riesco hacia el SE del estremo SE del estuario de Peréz de Arce, al que desagua por un riachuelo que presenta un rápido de unos 2 m de altura; en el valle de ese riachuelo hai un paso envaralado por los indios de unos 160 m de largo i unos 10 m de altura por el que arrastran sus canoas. Del apellido del teniente de la "Magallanes" en la esploración de 1902, señor Guillermo Titus.